# A Jewish Girl in Shanghai
A Jewish Girl in Shanghai ( en chino: 犹太女孩在上海 ) es una película familiar de animación china de 2010 escrita por Wu Lin y basada en su novela gráfica del mismo nombre. Está dirigida por Wang Genfa y Zhang Zhenhui, y cuenta con las voces de Cui Jie, Zhao Jing y Ma Shaohua.
Ambientada principalmente en el gueto de Shanghái y sus alrededores, en la Shanghai ocupada por los japoneses durante la Segunda Guerra Mundial, la película cuenta la historia de tres niños. Rina y su hermano pequeño Mishalli son refugiados judíos que escaparon de Europa pero no tienen a sus padres. A-Gen es un niño huérfano chino que conoce a Rina y les ayuda a ella y a su hermano a sobrevivir. Los niños entablan una fuerte amistad y viven aventuras mientras intentan defenderse del ejército japonés que ocupa la ciudad y de sus aliados, los nazis. De fondo, tiene lugar la segunda guerra sino-japonesa, mientras los niños deben enfrentarse a la incertidumbre que supone el destino de los padres de Rina y Mishalli en Europa.
Muy bien recibida en China y a escala internacional, la película fue anunciada como la primera película de animación china que aborda el Holocausto, y ha sido descrita como «la primera película judía de cosecha propia de China».  La película ha sido nominada a premios en China e Israel, y se ha considerado un paso importante para mejorar las relaciones de China con Israel y las relaciones interculturales entre las comunidades china y judía.

## Trama
Una anciana de ojos azules llega al Shanghái actual con un viejo guardapelo en la mano.
En los años 1940, los niños Rina y Mishalli, judíos europeos, buscaron refugio en el gueto de Shanghái, tras escapar de los nazis en su Alemania natal. A-Gen, era un niño chino que se ganaba la vida vendiendo pan. Rina le dio su guardapelo a cambio de comida. A-Gen intenta encontrar a Rina para devolverle su guardapelo.
A-Gen la acogió en su casa, ya que fue criado por un amigo de su padre, que una vez, junto a él, luchó contra los japoneses, en lo que el padre de A-Gen murió.
Juntos, los tres niños viven en Shanghai, hasta que un colaborador revela su paradero al ejército japonés. El tutor de A-Gen retiene y se deja atrapar por los soldados.
1945, los japoneses se rinden. A-Gen ve a su amiga Rina por última vez mientras la llevan al barco de vuelta a Europa.
Rina es la anciana del principio, intentando buscar a A-Gen, que llegó como un anciano.

## Antecedentes históricos

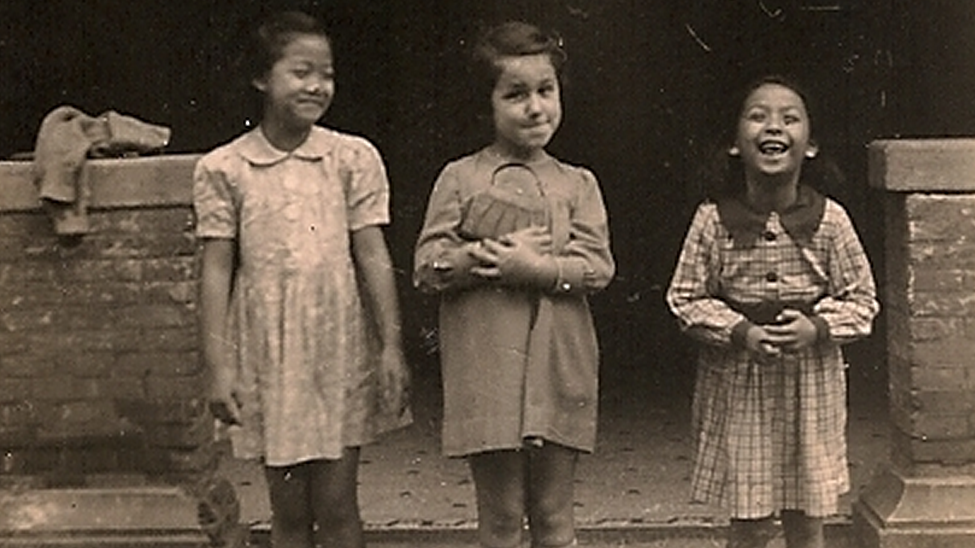
Una niña judía real en Shanghái con sus amigos chinos, de la colección del Museo de Refugiados Judíos de Shanghái.

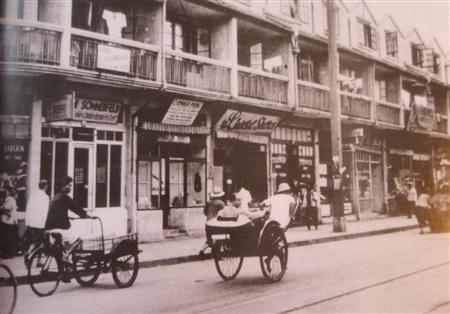
El gueto de Shanghái en 1943

Durante la Segunda Guerra Mundial, el Imperio japonés asignó a unos 20.000 refugiados judíos que huían de la Europa ocupada por los alemanes un área de aproximadamente una milla cuadrada en el distrito Hongkou de Shanghái, designado un Sector Restringido para Refugiados Apátridas, en una de las zonas más pobres y superpobladas de la ciudad. Shanghái había tenido anteriormente una pequeña población de judíos bagdadíes y judíos rusos, estos últimos en su mayoría huidos del Imperio ruso como consecuencia de los pogromos antijudíos.
Los nuevos judíos asquenazíes que inmigraron a Shanghai empezaron a llegar a partir de 1933, en primer lugar judíos alemanes tras el ascenso al poder del Partido Nazi. A pesar de las diferencias culturales a las que se enfrentaban y de las restricciones impuestas por los japoneses bajo la presión nazi, los judíos de Shanghai sobrevivieron ilesos a la guerra, ya que los japoneses se negaron a entregarlos a los alemanes.
Tras el final de la Segunda Guerra Mundial, muchos judíos que se habían refugiado en Shanghai regresaron a Europa o decidieron establecerse en países con una población judía mucho mayor, como Estados Unidos y Palestina. La mayoría de los judíos que decidieron quedarse en Shanghái se marcharon poco después como consecuencia de la reanudación de la guerra civil china, y a finales de la década de 1950 quedaban muy pocos judíos en Shanghái. Sin embargo, gracias al crecimiento económico chino de los últimos años, la población judía de la ciudad ha aumentado hasta alcanzar los 1500 habitantes en 2010. Esto contrasta con una población judía de menos de 100 personas unos 20 años antes. 

## Producción
Wu, creador de la historia, empezó a interesarse por la historia de los judíos de Shanghái, oscura tanto para judíos como para chinos, en 2005. Con motivo del 60.º aniversario del final de la Segunda Guerra Mundial, muchos periódicos y revistas de Shanghái publicaron las historias de refugiados judíos, viendo paralelismos entre la opresión de los pueblos judío y chino por los alemanes y japoneses respectivamente.  Wu había vivido anteriormente en Los Ángeles, y basó el personaje de Mishalli en Jerry Moses, un amigo judío estadounidense, originario de Breslavia, Polonia. Jerry Moses consiguió un refugio seguro en Shanghái. Moses y otros amigos judíos ayudaron a Wu a conocer las prácticas religiosas judías. Jerry Moses obtuvo un refugio seguro en Shanghái. Moisés y otros amigos judíos ayudaron a Wu a aprender sobre las prácticas religiosas judías.  Wu ha declarado que su principal motivo para hacer la película era dar a conocer a los niños lo que ocurrió realmente y promover la historia para que la gente de todo el mundo pueda aprender de ella. 
La historia se concibió originalmente para adultos, pero Wu decidió dirigirla a los niños con la esperanza de que la película pudiera influir en la generación futura.  Glenn Timmermans, organizador del Festival de Cine Judío de Macao, ha declarado que cree que la película está dirigida a un público de entre ocho y catorce años, aunque señala que tiene un público más amplio. Uno de los personajes de la película, un mono que habla, ha sido señalado como uno de los rasgos más infantiles de la película.
Wu creó por primera vez A Jewish Girl in Shanghai como novela gráfica, publicada en 2008 por East China Normal University Press. La novela gráfica ha sido descrita como un «gran éxito» por Wu, ya que vendió 4000 ejemplares en los seis primeros meses desde su lanzamiento, aunque, como sólo se publicó en inglés, su mercado chino fue naturalmente limitado. Wu ha declarado que se está estudiando una versión en hebreo de la novela gráfica.
En 2009, Wu empezó a trabajar en una adaptación cinematográfica para llevar la obra a un público más amplio en China. La película, producida con película de 35 mm,  está, a diferencia de la novela gráfica, en chino mandarín, y fue producida por Shanghai Film Group Corporation y Shanghai Animation Film Studio. La banda sonora de la película fue compuesta por Shi Jiayang.

## Estreno

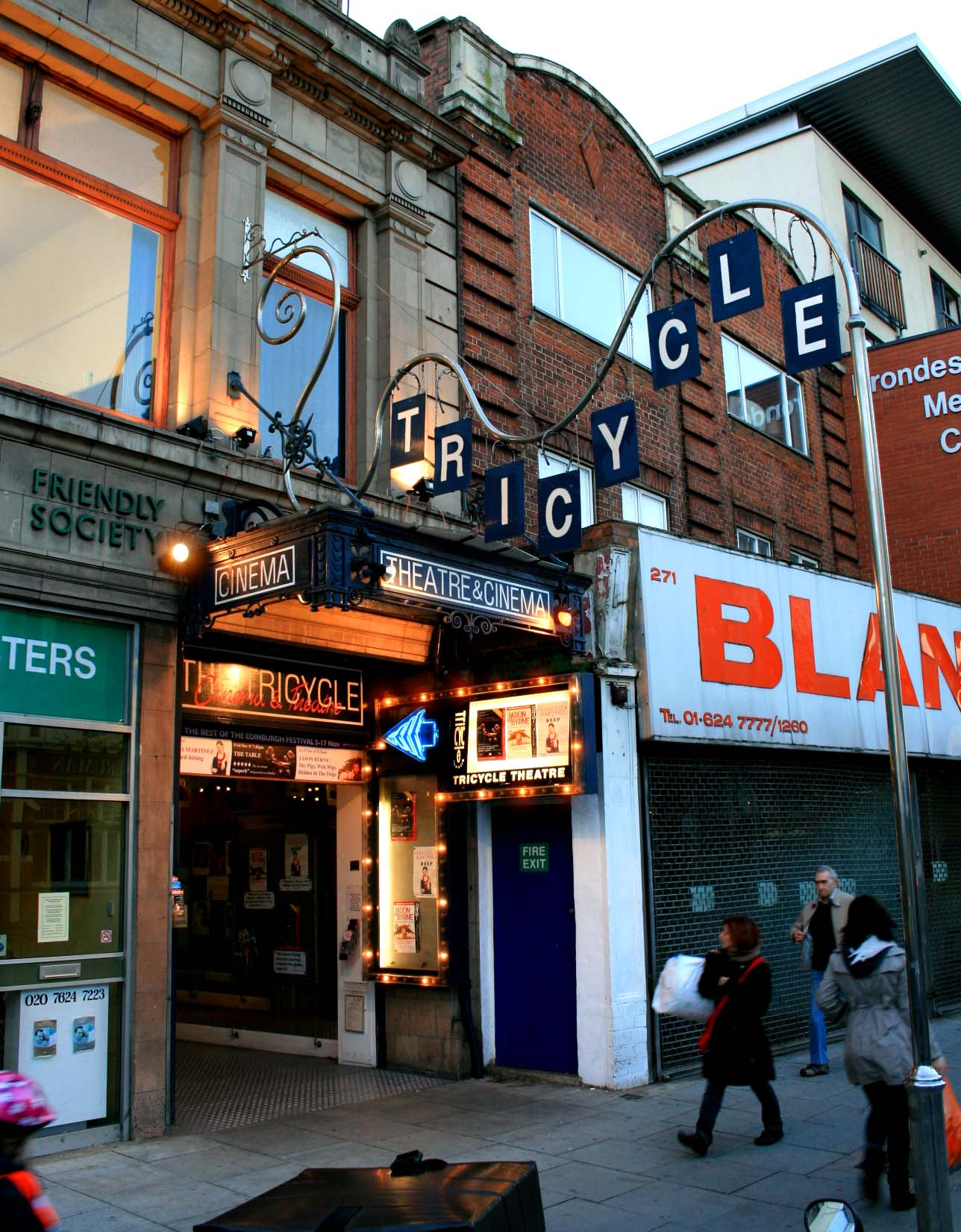
El Tricycle Theatre de Kilburn (Londres), lugar del estreno de la película en el Reino Unido.

A Jewish Girl in Shanghai se estrenó mundialmente en Shanghai en mayo de 2010. La película comenzó a proyectarse en toda China a partir del 28 de mayo. Al mes siguiente al estreno general de la película, ya se proyectaba en 200 cines chinos. Cuando se proyectó por primera vez en China, fue ante 700 escolares, que, según Wu, «rieron y lloraron varias veces». Describió el impacto emocional de la película como «muy raro para una película de animación».
Posteriormente, la película se estrenó en Macao el 14 de noviembre de 2010 en el Centro Cultural de la Universidad de Macao, en el marco del 1.er Festival de Cine Judío de Macao. El estreno en Hong Kong tuvo lugar una semana después, el 21 de noviembre, en el Centro Comunitario Judío de Robinson Road, en el marco del 11.º Festival de Cine Judío de Hong Kong.
El estreno israelí de la película tuvo lugar en julio de 2010, cuando se mostró como parte del 27.º Festival de Cine de Jerusalén el 13 y 14 de julio. La película fue bien recibida por el público israelí.
El estreno británico tuvo lugar en noviembre de 2010, cuando se proyectó en el Tricycle Theatre de Kilburn, Londres. La película se proyectó por primera vez el 20 de noviembre en el marco del 14.º Festival de Cine Judío del Reino Unido. Los subtítulos de la película en inglés contenían algunos errores de traducción, como el uso anacrónico de la palabra «badass».

### Recepción
La recepción crítica de Una chica judía en Shanghai ha sido en general positiva. La película fue nominada al Premio a la Experiencia Judía en el Festival de Cine de Jerusalén, convirtiéndose en la primera película china nominada a ese premio. En el Festival Internacional de Animación y Artes Digitales de China, celebrado en Changzhou (Jiangsu, China), la película recibió el premio Golden Cartoon Award a la mejor película china.
La animación de la película ha sido ampliamente elogiada, describiéndose como «bellamente dibujada» con una «impresionante animación tradicional» y por estar «artísticamente creada con imágenes animadas tradicionales».
También se ha elogiado el sensible tratamiento del Holocausto: «La perspectiva fresca de los protagonistas hace que los acontecimientos de la época se liberen de las representaciones tópicas del Holocausto y que el espectador pueda sacar sus propias conclusiones».
Algunas críticas se han dirigido a la base histórica de la película. Una escena retrospectiva de la película, ambientada en 1936, muestra a Rina y Michaili, en lo que parece ser un escenario alpino en Europa, escapando de ser bombardeados por aviones nazis, a pesar de que la fecha precede a la guerra aérea de la Segunda Guerra Mundial. El propio Wu ha dicho que la película es «a la vez verdadera y falsa», en el sentido de que es una composición de ficción e historia; «todos los personajes principales se basaron en prototipos reales... No puedo prometer que sea 100% exacta, pero creo que se ajusta al trasfondo de la época».

### Relaciones interculturales
A Jewish Girl in Shanghai ha sido elogiada por los comentaristas por ser un paso positivo hacia la mejora de las relaciones chino-judías y chino-israelíes en un momento en que en China crece el interés por la vida judía.
Wu ha afirmado que sólo recordando el pasado se puede construir la amistad para el futuro, declarando que si bien «la amistad entre el pueblo judío y el pueblo chino es sólo un rocío en el largo río de la historia del mundo», es «extremadamente significativa porque tuvo lugar en los duros tiempos del antifascismo».

## Continuación
En una entrevista concedida a Asian Jewish Life, Wu reveló que planeaba escribir una secuela de A Jewish Girl in Shanghai, declarando su intención de que la segunda obra animada contara la historia aún inédita del padre de Rina y Mishalli. Wu explicó el motivo basándose en que escribió «la parte de delante de la cara y ahora necesita escribir por detrás».

## Énlaces externos
- Esta obra contiene una traducción  derivada de «A Jewish Girl in Shanghai» de Wikipedia en inglés, publicada por sus editores bajo la Licencia de documentación libre de GNU y la Licencia Creative Commons Atribución-CompartirIgual 4.0 Internacional.

- Datos: Q4657498